# Shunsuke Tsutsumi
Pour les articles homonymes, voir Tsutsumi.
Shunsuke Tsutsumi (堤 俊輔, Tsutsumi Shunsuke) est un footballeur japonais né le 8 juin 1987. Il évolue au poste de défenseur.

## Biographie
Il joue un match en Ligue des champions d'Asie avec le club des Urawa Red Diamonds.